# Wie Sagt Man Noch

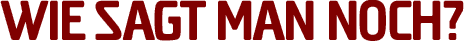
Wie Sagt Man Noch логотип

Wie Sagt Man Noch (wie-sagt-man-noch.de) — онлайн словарь синонимов на многих языках, основанный Андресом Зиркельбахом в 2004 году. Синонимы и переводы на многих языках являются главным содержанием веб-проекта. В 2016 году уже насчитывается более 200 словарей перевода, исходный язык в которых всегда немецкий и английский.

## История
В 2004 году веб-портал wie-sagt-man-noch.de начал свою работу с небольшой базой данных синонимов на немецком, которая сегодня включает в себя более чем 350,000 синонимов. В последующие годы были созданы дополнительные базы данных синонимов на следующих языках: английский, итальянский, французский, испанский и
португальский.
В 2009 году содержание было расширено переводом словарей на следующих языках: английский, итальянский, испанский, португальский, голландский, польский, русский.
В настоящее время, в 2016 году, в интернете доступно 202 словаря. Причиной расширения данных стало участие членов и посетителей сайта.